# João Gomes de Carvalho
João Gomes de Carvalho ComNSC (Barra Mansa, 30 de abril de 1839 — Rio de Janeiro, 26 de abril de 1899), primeiro e único barão com Honra de Grandeza e depois visconde de Barra Mansa foi um fazendeiro brasileiro.
Descrito como "um latifundiário fluminense, rico e solteirão, que gostava da companhia dos boêmios e lhes (Aluísio de Azevedo e outros) dava abrigo e refeição em sua mansão em Laranjeiras", era filho de Manuel Gomes de Carvalho, primeiro barão do Amparo, e de Francisca Bernardina Leite de Carvalho, neta do influente Sargento-Mor José Leite Ribeiro.
Foi irmão de Joaquim Gomes Leite de Carvalho, segundo barão do Amparo, e Manuel Gomes de Carvalho Filho, barão do Rio Negro. Morreu solteiro e portanto sem deixar descendência legítima.

## Títulos nobiliárquicos e honrarias
Foi dignitário da Imperial Ordem da Rosa, comendador da Imperial Ordem de Cristo e da Ordem de Nossa Senhora da Conceição de Vila Viçosa.
Barão de Barra Mansa com honras de Grandeza
Título conferido por decreto imperial em 15 de maio de 1867, referendado por José Joaquim Fernandes Torres. Grandeza conferida por decreto de 15 de maio de 1867. Faz referência à cidade fluminense de Barra Mansa. Brasão de Armas concedido e passado em 18 de julho de 1867, registrado no Cartório da Nobreza e Fidalguia do Império do Brasil, Livro VI folha 82.
Visconde de Barra Mansa
Título conferido por decreto imperial em 15 de janeiro de 1868.